# Hey Joel
Hey Joel è una serie televisiva animata statunitense del 2003, creata da Joel Stein.
La serie è stata trasmessa per la prima volta negli Stati Uniti su VH1 dal 3 giugno al 17 giugno, per un totale di 3 episodi ripartiti su una stagioni. Il 24 giugno 2008, con la pubblicazione del DVD della serie, sono stati resi disponibili altri 10 episodi.

## Trama
Nella serie Joel Stein, conduttore del reale talk show 3 minutes with Joel di VH1, ospita vari ospiti, tormentandoli con domande aggressive, inutili, irriverenti e spesso offensive.

## Episodi
| nº | Titolo originale        | Titolo italiano     | Prima TV USA   | Prima TV Italia |
| -- | ----------------------- | ------------------- | -------------- | --------------- |
| 1  | Judgement Day           | Urlo della vendetta | 3 giugno 2003  |                 |
| 2  | Tattoos and Taboos      | Tatuaggi e tabù     | 10 giugno 2003 |                 |
| 3  | Dream                   | Sogno conteso       | 17 giugno 2003 |                 |
| 4  | Guitar                  |                     | 24 giugno 2008 |                 |
| 5  | Dark Week               |                     | 24 giugno 2008 |                 |
| 6  | Big Rack Attack         | Affronto di petto   | 24 giugno 2008 |                 |
| 7  | Business Affairs        |                     | 24 giugno 2008 |                 |
| 8  | Joel Sells Out          |                     | 24 giugno 2008 |                 |
| 9  | Book'd                  |                     | 24 giugno 2008 |                 |
| 10 | The Ur-man and the Seal |                     | 24 giugno 2008 |                 |
| 11 | Hockey                  |                     | 24 giugno 2008 |                 |
| 12 | The Niece               |                     | 24 giugno 2008 |                 |
| 13 | Project Televisionary   |                     | 24 giugno 2008 |                 |

## Personaggi e doppiatori
- Joel Stein, voce originale di Jon Cryer, italiana di Luca Bottale.
- Michelle Ipanima, voce originale di Daphne Rubin-Vega, italiana di Alessandra Felletti.
- Z, voce originale di Nancy Giles, italiana di Marina Thovez.
- Kevin Cornwallis, voce originale di Jakob Tierney, italiana di Massimo Di Benedetto.